# Phrurolithus szilyi
Phrurolithus szilyi là một loài nhện trong họ Phrurolithidae.
Loài này thuộc chi Phrurolithus. Phrurolithus szilyi được Ottó Herman miêu tả năm 1879.